# Honchō Tsugan
L'Honchō Tsugan (本朝通鑑?) è un'opera concernente la storia del Giappone, composta di 362 volumi.
Di ispirazione neonconfuciana, fu redatta da Hayashi Razan a partire dal 1644 su richiesta dello shōgun Tokugawa Iemitsu. Alla sua morte nel 1657, suo figlio Hayashi Gahō continuò il lavoro, malgrado la perdita di una maggior parte dell'opera durante il grande incendio di Meireki, e la pubblicò finalmente nel 1670.